# Западная (приток Ямжача)
Западная — река в России, протекает в Чердынском районе Пермского края. Устье реки находится в 22 км по левому берегу реки Ямжач. Длина реки составляет 11 км.
Река течёт по предгорьям Северного Урала, к западу от возвышенности Ямжачная Парма. Направление течения — северо-восток, всё течение проходит по ненаселённой местности, среди покрытых лесом холмов.

## Данные водного реестра
По данным государственного водного реестра России относится к Камскому бассейновому округу, водохозяйственный участок реки — Кама от водомерного поста у села Бондюг до города Березники, речной подбассейн реки — бассейны притоков Камы до впадения Белой. Речной бассейн реки — Кама.
Код объекта в государственном водном реестре — 10010100212111100005560.